# Tit Strmljan
Tit Strmljan, slovenski kmet in arheolog, * 4. januar 1861, Vače, † april 1943, Vače, Slovenija.

## Izkopavanja
Rodil se je očetu Alojziju in materi Mariji (rojena Zupančič).
Znan je po tem, da leta 1927 skupaj s svojimi pomočniki izkopal na Lestini grob, ki je vseboval bogate dodatke. Najznamenitejši je bil bojevnik z Vač. To je najlepši primerek kipca te vrste iz železne dobe.
Pri izkopavanju je sodeloval tudi z arheologom Walterjem Schmidom, ki je veliko izkopaval v letih 1931-1934, veliko pa je raziskoval tudi sam. S prvimi izkopavanji v okolici Vač so pričeli v drugi polovici 19. stoletja, prve predmete pa so izkopali vaški učitelj Franc Peruzzi in tamkajšnji prebivalci. Največja izkopavanja so bila v letih 1878 do 1883, ko so izkopavali ljubljanski muzej, dunajska akademija znanosti in knez Windischgratz. V letih 1905 do 1913 pa je obsežna izkopavanja vodila Vojvodina Mecklenburška. Tudi njej je pomagal Tit Strmljan, saj je dobro obvladal nemški jezik, ker je tri leta služil v cesarski vojski na Dunaju. Večina njenih dragocenih predmetov z Vač je končala v tujini. Zbirko vaških izkopanin je hranila na gradu Bogenšperk, po prvi svetovni vojni leta 1918 pa so prišle pod sekvester Narodnega muzeja v Ljubljani. Ko je bil sekvester leta 1929 ukinjen, je njena hčer Maria Antoniette z dovoljenjem kralja Aleksandra dragocenosti odpeljala v tujino in dražba izkopanin je bila 19. januarja 1934 v Zürichu. Večino dragocenosti je odkupil Peabodyjev muzej iz Harvarda, manjši del pa Ashmolov muzej v Oxfordu.
V okolici Vač je bilo izkopanih čez 2000 grobov iz, železne dobe, kar Vače uvršča med največja grobišča tega obdobja v srednji Evropi. Tudi pripadajoča naselbina je bila med največjimi takratnimi naselbinami oz. gradišči. Razprostirala se je na Zgornji in Spodnji Kroni ter Slemšku in je merila okrog 11 hektarjev.
Ko je Tit Strmljan prišel s služenja vojske na Dunaju, je na Vačah opravljal pomembna dela. Poleg izkopavanja starin, je bil tudi vodja hranilnice na Vačah, občinski odbornik, cestni nadzornik, član šolskega odbora, ključar v cerkvi sv. Andreja in ljudski živinozdravnik. Zbiral je tudi denar za nove zvonove v vaški cerkvi, sam pa je daroval 2000 kron.